# Gianfranco Ferroni
Gianfranco Ferroni (* 22. Februar 1927 in Livorno; † 12. Mai 2001 in Bergamo) war ein italienischer Maler und Grafiker. Seine Werke sind zumeist Dokumente von Einsamkeit als Resultat einer intensiven Auseinandersetzung mit seiner Umwelt (1950er und 1960er Jahre) sowie der Introspektion und seiner näheren Umgebung (ab den 1970er Jahren).

## Leben
Ferroni verbrachte seine Kindheit in seinem Geburtsort Livorno. 1944 übersiedelte er mit seiner Familie nach Mailand, da sein Vater im nahegelegenen Tradate eine Stelle als Ingenieur angenommen hatte. 1947 trat Ferroni der Kommunistischen Partei Italiens bei und bekam dadurch erste Kontakte zu anderen Malern wie Gabriele Mucchi und Ernesto Treccani, Anhängern des sozialistischen Realismus italienischer Ausprägung. Nach autodidaktischen Anfängen fand er bald Aufnahme in den illustren Kreis aus ehemaligen Studenten der Accademia di Belle Arti di Brera, der sich in der Künstlerkneipe Bar Giamaica regelmäßig traf. Seine erste Einzelausstellung hatte er 1955 in der Mailänder Filiale der Galleria Schettini.

## Rezeption
Ferronis Bildmotive zu dieser Zeit waren beispielsweise der Ungarische Volksaufstand oder das Grubenunglück im belgischen Kohlebergwerk Bois du Cazier 1956.
1957 begann er mit ersten Radierungen.
Erheblichen Einfluss auf seine Arbeit hatte die polyperspektivische Raumvorstellung Francis Bacons – dies kommt vor allem in seinen Selbstporträts zum Tragen –, die Reduktion aufs Wesentliche bei Alberto Giacometti sowie der informelle Existenzialismus des späten Wols. Gemeinsam mit Bepi Romagnoni, Giuseppe Guerreschi, Giuseppe Banchieri und anderen wurde Ferroni der Mailänder Gruppe des Realismo Esistenziale zugerechnet, die Tino Vaglieri nach seinem Diplom an der Brera-Akademie 1954 um sich geschart hatte. 1956 hatte der Kritiker Marco Valsecchi diesen Begriff erstmals definiert. Während Vaglieri und Ceretti noch deutliche Einflüsse des Informel aufwiesen und Guerreschi sich der aufkommenden Pop Art näherte, zeigen Ferronis Stillleben in Aquatinta zwischen 1963 und 1965 bereits Elemente einer „Neuen Figürlichkeit“ (Nuova Figurazione).
Ferroni nahm viermal an der Biennale von Venedig teil, 1958, 1964, 1968 sowie 1982.
1968 wurde ihm auf der Biennale ein eigener Ausstellungsraum zur Verfügung gestellt. Doch drehte Ferroni am Tag der Eröffnung seine Bilder für die Dauer der Biennale mit der Leinwand zur Wand, aus Protest gegen die gewaltsame Abführung von protestierenden jungen Künstlern durch die Polizei.
Die 1970er-Jahre verbrachte Ferroni vornehmlich in der Abgeschiedenheit seines Mailänder Studios in der Via Bellezza.
1971 konstatierte er: „Alles, was ich nun machen möchte, ist, mich zu meinem Verhältnis zu den Dingen zu befragen.“ In stilistischer Hinsicht tendierten seine Werke nun zum Hyperrealismus; gegen Ende der 1970er Jahre experimentierte er auch mit der Technik des Airbrush.
Seine Serie von Lithografien nach Stillleben werden aufgrund ähnlicher Einfühlsamkeit oft mit den grafischen Arbeiten Giorgio Morandis in Verbindung gebracht. 1987 zog Ferroni nach Bergamo.
Nach 1954 hatte er etliche Einzelausstellungen in Italien. 1964 stellte er auf der Biennale von Tokio aus, in den 1970er Jahren kamen weitere Ausstellungen im Ausland dazu, z. B. in Paris, London, Wien und Berlin. Nach seinem Tod gab es eine Reihe von Retrospektiven über Ferroni, welche die öffentliche Aufmerksamkeit für Ferronis Œuvre postum steigerten.
2002 wurde ein 30-minütiger Kurzfilm mit dem Titel „La notte che si sposta“ von Elisabetta Sgarbi über Ferroni auf den venezianischen Filmfestspielen präsentiert. 2004 kam eine gleichnamige Broschüre mit beigelegter DVD auf den Markt.

## Preise
- 1963 gewann Ferroni für seine Stiche den Premio Biella.
- 1991 verlieh ihm die Accademia di San Luca die Ehrenmitgliedschaft, welche ihm durch den damaligen Staatspräsidenten Italiens Francesco Cossiga erteilt wurde.

## Werk
Werke Ferronis befinden sich u. a. im Museo civico Floriano Bodini.